# HMAS Warramunga (I44)
«Варрамунга» (I44) (англ. HMAS Warramunga (I44) — військовий корабель, ескадрений міноносець типу «Трайбл» Королівського військово-морського флоту Австралії за часів Другої світової та Корейської війн.
Ескадрений міноносець «Варрамунга» був замовлений 24 січня 1939 року напередодні Другої світової війни. Закладка корабля відбулася 10 лютого 1940 року на верфі компанії Cockatoo Dockyard у Сіднеї. 2 лютого 1942 року він був спущений на воду, а 23 листопада 1942 року увійшов до складу Королівських ВМС Австралії.
Есмінець брав участь у бойових діях на морі в ході світової війни, переважно бився в Тихому та Індійському океанах, поблизу берегів Австралії, Нової Гвінеї, Голландської Ост-Індії, Філіппін, Китаю, супроводжував конвої. У 1950-1953 роках брав участь у бойових діях на боці збройних сил ООН проти північно-корейської армії.
За проявлену мужність та стійкість у боях бойовий корабель заохочений шістьма бойовими відзнаками, п'ятьма за часів Другої світової та однією за Корейську війну.